# CFD Réseau de la Corse
Le Réseau de la Corse de la compagnie de chemins de fer départementaux (CFD), comprend plusieurs lignes construites à voie métrique. Il est situé dans  l’île de Corse dans les départements de Haute-Corse et Corse-du-Sud, et a été mis en service en 1888 et fonctionne toujours.
Le réseau Corse a été affermé à la compagnie CFD par une convention avec l'État, représenté par le ministre des travaux publics, le 21 février 1883. La compagnie CFD construira puis exploitera le réseau jusqu'en 1945, date ou le contrat d'affermage est résilié.

## Lignes
le réseau comprend les lignes suivantes :
- Bastia - Ajaccio, (157,4 km),
- Ponte-Leccia - Calvi, (119,9 km),
- ligne Casamozza - Porto-Vecchio, (ligne de la côte orientale corse), (150,9 km).

Le centre du réseau et les ateliers se trouvaient à Bastia.